# 폴란드어
폴란드어(język polski, 듣기 (도움말·정보), 문화어: 뽈스까어)는 폴란드를 중심으로 사용되는, 인도유럽어족 슬라브어파 서슬라브어군에 속하는 언어이다. 폴란드의 공용어이며, 서슬라브군의 언어 중에서는 사용 인구가 가장 많다. 독일어, 영어, 프랑스어에서 들어온 차용어가 많으며, 일부 어휘에서는 러시아어의 영향 또한 받았다.

## 사용 지역

### 공용어로 사용하는 나라
- 폴란드 - 폴란드어가 공용어로 지정되어 있다. 폴란드에서 폴란드어를 사용하는 인구 수는 3,800만 명이다.

### 그 외에 사용하는 지역

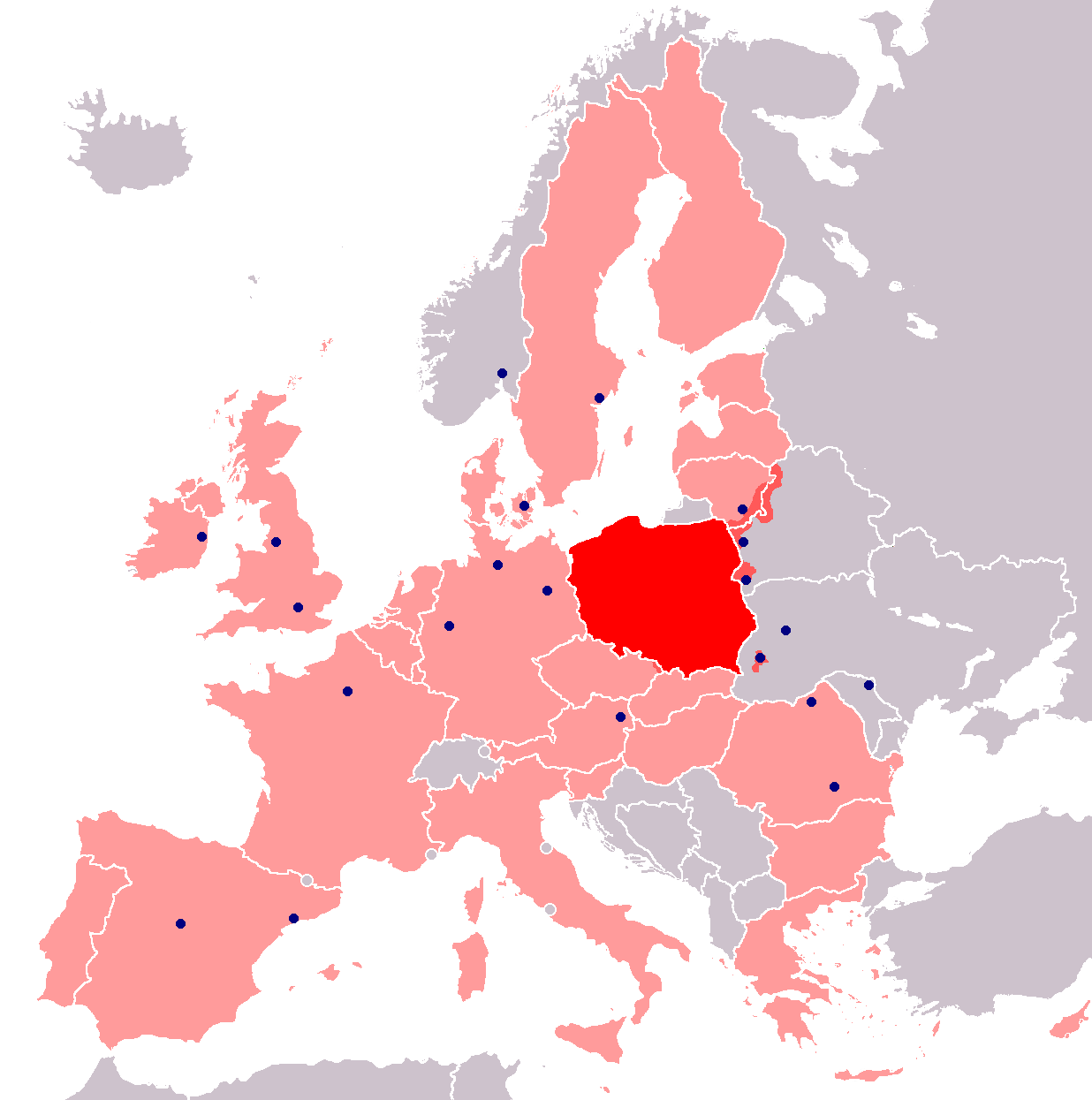
적색: 폴란드 본국
진한 분홍색: 폴란드 밖에서 지역 주민 대부분이 폴란드어를 사용하는 곳
연한 분홍색: 폴란드어를 공용어로 지정한 유럽 연합 전체
파란 점: 폴란드인들이 많이 모여사는 곳

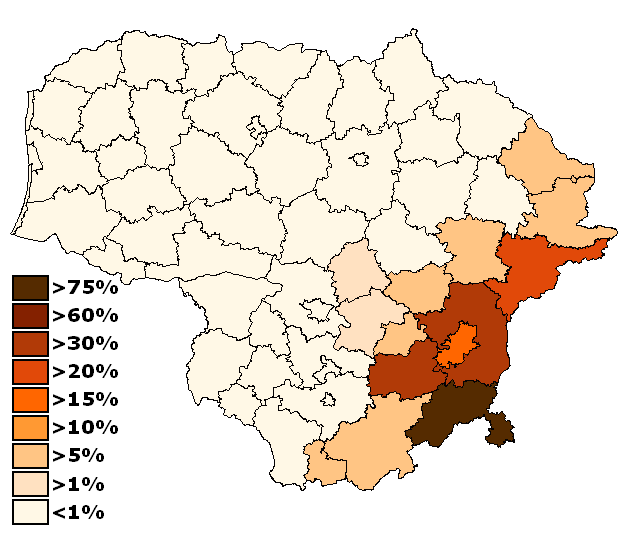
리투아니아의 폴란드인 인구 비율

벨라루스의 폴란드인 인구 비율. 흐로드나 주를 중심으로 하는 지역에서 높다.

19세기에서 20세기에 걸쳐서 대부분의 폴란드인들이 각국으로 이주한 결과 폴란드인 공동체인 폴로니아가 형성되었다.
- 리투아니아 동부 - 폴란드어는 리투아니아어에도 상당한 영향을 주었다. 리투아니아 빌뉴스 인근에 폴란드어 화자가 많이 존재한다. 빌뉴스 주의 인구 중 폴란드인은 22.98%다. 우테나 주의 인구 중 폴란드인은 4.03%다. 알리투스 주의 인구 중 폴란드인은 1.92%다. 전체 리투아니아 인구 중 폴란드인은 6.6%나 된다.
- 벨라루스 서부 - 벨라루스 흐로드나 주 인구의 21.52%는 폴란드인이다. 벨라루스 민스크 주 인구의 1.26%는 폴란드인이다. 벨라루스 브레스트 주 인구의 1.25%는 폴란드인이다. 전체 벨라루스 인구 중 폴란드인은 3.1%나 된다.
- 우크라이나 서부 - 이들의 조상은 폴란드-리투아니아 연방 시절 폴란드 지배에 놓인 우크라이나로 이주한 사람들이다. 대부분의 폴란드인은 제2차 세계 대전이 끝나고 소비에트 연방에 의해 도시에서 추방당했다. 이들은 폴란드가 새로 보상받은 영토로 이주했다. 하지만 우크라이나-폴란드 국경 지대에 남은 폴란드인들이 일부 거주하고 있다.
- 미국 - 시카고를 중심으로 오대호 연안에 폴로니아가 형성되었으며 폴란드어를 사용한다(폴란드계 미국인을 참조).
- 캐나다
- 체코 동부
- 독일 (폴란드계 독일인을 참조)
- 아일랜드
- 영국 - 폴란드가 유럽 연합에 가입한 이후 다수의 폴란드인들이 영국에 들어왔다. 현재 런던 주변에는 40만 명의 폴란드인들이 거주하고 있다.

폴란드 국외의 폴란드어 사용자 인구는 리투아니아, 벨라루스, 우크라이나, 러시아에 거주하는 폴란드인들을 포함해서 1,000만 명이다.

## 문법
슬라브어 중에서 문법이 복잡한 편에 속한다.

### 명사
명사의 성은 3개고 명사의 격은 7개이며 단/복수를 구분한다. 러시아어와 다르게 호격이 존재하며, 이는 체코어와도 같은 점이다. 체코어도 격이 7개다.
명사 격 변화는 대부분 규칙적이지만 아닐 때도 있다.

### 동사
동사는 시제, 인칭, 수에 따라 형태가 달라진다. 시제는 3개인 경우(과거-현재-미래)가 있고 5개인 경우(과거완료-과거-현재-미래완료-미래)가 있다. 과거완료와 미래완료일 때 동사 모양 변화가 규칙적인 경우도 있지만, 그렇지 않은 경우도 있다. 반복되거나 규칙적인 상황에서는 과거-현재-미래 시제를, 반면에 일회성이거나 각별한 상황에서는 과거완료-미래완료 시제를 사용한다.
따라서 "자주", "항상", "가끔" 등 "빈도부사"와 함께는 불완료상(과거-현재-미래)의 동사가 사용된다.
반면에 "어제", "오늘", "내일 몇 시에" 등 "특정한 한 상황을 나타내는 부사(구)"와는 완료상(과거완료-미래완료)의 동사가 사용된다.

### 형용사
형용사는 앞의 명사의 성, 격, 수에 따라 형태가 달라진다.

## 상용 표현
- Dzień dobry. →안녕하십니까? (아침-오후 인사)
- Cześć. →안녕?
- Dobry wieczór. →안녕하십니까? (밤인사)
- Dobranoc. →안녕히 주무세요.
- Dziękuję. →고맙습니다.
- Dzięki→고마워.
- Nie ma za co. →천만에요.
- Do widzenia. →안녕히 계십시오/안녕히 가십시오.
- Przepraszam. →죄송합니다/실례(失禮)합니다.
- Proszę. →어서/천만에요.
- Słucham. →여보세요?
- Jak się macie? →어떻게 지내세요?
- Nazywam się ____ →제 이름은 _____입니다. / Mam na imię ___ →제 이름은 _____입니다.
- Jestem Koreańczykiem (남성) / Koreanką (여성) →저는 한국 사람입니다.
- Siema (속어) →안녕.
- Nara (속어) →또 만나.
- Tak. →네.
- Nie. →아니요.
- Gdzie jest toaleta? →화장실이 어디있습니까?
- (Ja) Kocham cię→(나는) 당신을 사랑합니다.

## 같이 보기
- 레흐어군
- 서슬라브어군
- 서슬라브족